# Toshusai Sharaku
Tōshūsai Sharaku (東洲斎写楽, född 1700-talets mitt - död 1801?) anses allmänt som en av de stora träsnittsmästarna i Japan. Om hans person är föga känt, men konstnärsnamnet användes av den japanske Nō-skådespelaren Saitō Jūrōbei. Dennes första kända tekniska verk dateras till 1787.
Sharakus aktiva karriär som träsnittskonstnär verkar endast ha utsträckt sig till tio månader i mitten på Edoperioden av Japans historia, från mitten av 1794 till tidigt år 1795.

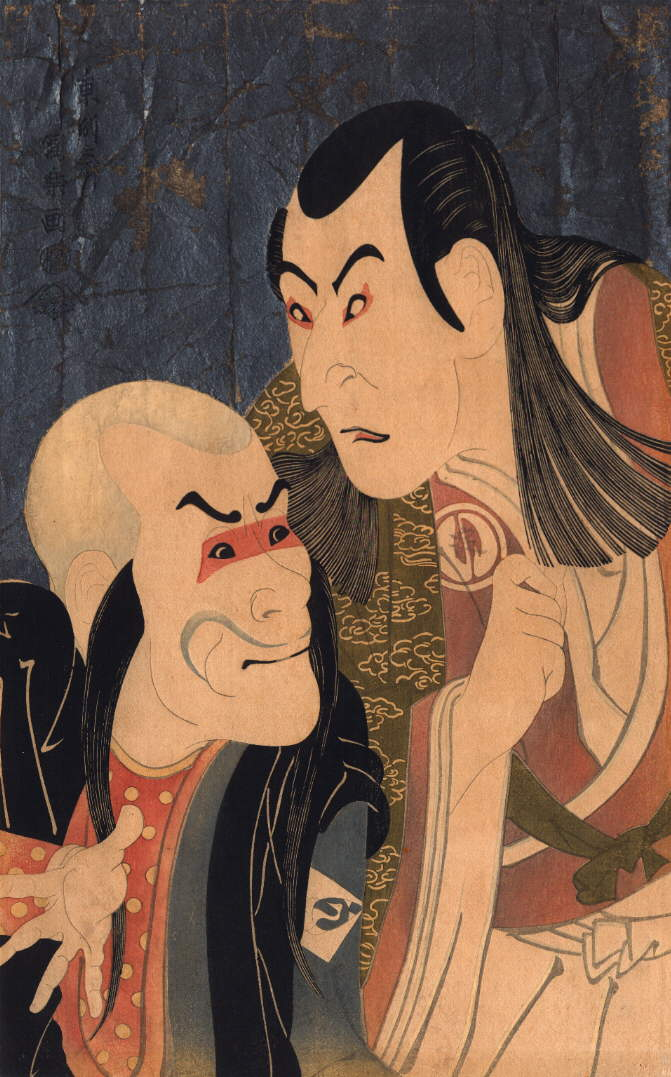
De båda Kabukiskådespelarna Bando Zenji och Sawamura Yodogoro; 1794, femte månaden

## Biografiska data
Förutom hans efterlämnade samling av ukiyo-e tryck är varken Sharakus verkliga namn eller födelse- och dödsdatum kända med säkerhet. Som säkert gäller dock att "Tōshūsai Sharaku" var Nō-skådespelaren Saitō Jūrōbeis konstnärsnamn. Denne stod för tillfället i tjänst hos daimyōn i Awa av Hachisuka-familjen. Senare förflyttades han till Edo, dagens Tokyo, där han bodde i stadsdelen Hatchōbori.
En annan teori hävdar att Sharaku inte var en enskild person, utan ett projekt iscensatt av en grupp konstnärer för att hjälpa ett träsnittstryckeri som de tidigare fått stöd av.
En tredje spekulation förbinder Sharaku med den store ukiyo-e mästaren Katsushika Hokusai, vilken hade ett avbrott i sin konstnärliga produktion mellan 1792 och 1796.

## Retrospektiva iakttagelser
Sharakus karriär förefaller ha blivit så kort, delvis därför att hans verks radikala natur väckte fientlighet i Edos konstvärld. Ett samtida manuskript uppger:
"Sharaku tecknade Kabukiskådespelare porträttlikt, men eftersom han avbildade dem alltför sanningsenligt, sammanföll hans avtryck sällan med rådande godtagna idéer, och hans karriär blev kort."

## Referenslitteratur
- Jūzō Suzuki; Masterworks of Ukiyo-e: SHARAKU. Kodansha, Tokyo (1968)